# SLC (765 m Extended with Helix)
Der SLC (765 m Extended with Helix) ist eine standardisierte Ausführung des Stahlachterbahnmodells Suspended Looping Coaster (kurz SLC) des niederländischen Herstellers Vekoma. Die zu den Inverted Coastern zählenden Achterbahnen weisen untereinander die gleiche Streckenführung auf, sind aber häufig unterschiedlich lackiert und thematisiert. Von insgesamt 42 SLCs entsprechen 5 dieser Bauart.

## Streckenführung
SLCs (765 m Extended with Helix) werden durch einen 33,3 m hohen Kettenlifthill angetrieben und erreichen eine Höchstgeschwindigkeit von 80 km/h. Die Strecke ist die namensgebenden 765 Meter lang und enthält fünf Inversionen in Form der Elemente Roll-over, Sidewinder und doppelter Inline-Twist. Die Streckenführung entspricht damit der des SLCs (689 m Standard), der SLC (765 m Extended with Helix) besitzt jedoch eine zusätzliche Helix vor der Schlussbremse.

## Züge
Die Züge der SLCs (765 m Extended with Helix) bestehen aus zehn einzelnen Sitzreihen mit jeweils zwei Sitzplätzen. Alle fahren mit zwei Zügen und haben eine Kapazität von 1010 Personen pro Stunde, die einzige Ausnahme bildet Blue Tornado im Gardaland, der mit drei Zügen eine Kapazität von 1500 Personen pro Stunde erreicht.

## Liste von Achterbahnen des TypsSLC (765m Extended with Helix)
| Achterbahn                    | Betreiber                               | Land                         | Eröffnung     | Schließung    |
| ----------------------------- | --------------------------------------- | ---------------------------- | ------------- | ------------- |
| Arkham Asylum – Shock Therapy | Warner Bros. Movie World                | Australien                   | Dezember 1995 | Dezember 2019 |
| Blue Tornado                  | Gardaland                               | Italien                      | 1998          |               |
| Jaguar                        | Isla Mágica                             | Spanien                      | 28. Juni 1997 |               |
| Nopuko Air Coaster Cobra      | Lost Island Theme Park Ratanga Junction | Vereinigte Staaten Südafrika | 2022 1998     | 1. Mai 2018   |
| Roller Coaster                | Dream Park                              | Gambia                       | 1999          |               |